# Русаковский железнодорожный мост
Железнодоро́жный мост че́рез Русако́вскую у́лицу (крат. Русако́вский мост, полн. Путепрово́д Митько́вской соедини́тельной железнодоро́жной ве́тви че́рез Русако́вскую у́лицу) — трёхпролётный (до реконструкции 2023 года двухпролётный; до реконструкции 2015 года — однопролётный) действующий железнодорожный путепровод Митьковской ветви восточной горловины остановочного пункта Митьково (платформа) и грузовой станции Москва II-Митьково через ул. Русаковская; расположен на границе районов «Красносельский» (ЦАО) и «Сокольники» (ВАО) г. Москва.

## Описание
Мост сооружён в XIX в. Изначально был однопролётным, максимальная разрешённая высота проходимого под путепроводом автотранспорта — 3,5 м. Со стороны Центрального округа мост оформлен информационными стендами с указанием въезда автотранспортных средств на территорию района «Сокольники» и Восточного административного округа. Ширина пролёта — 33,08 м.

## Реконструкция
- Реконструкция 1993 года[4]: тогда пролётные строения были заменены на новые металлические[5].
- Реконструкция 2014 года. Зауженный участок Русаковской улицы под мостом создавал затруднения интенсивному движению магистрали Русаковская — Стромынка — Б. Черкизовская — Щёлковское шоссе[3]. В 2014 г. объявлен конкурс на выполнения работ по расширению улицы и реконструкции железнодорожного моста[3].

В проект реконструкции было включено удлинение путепровода до 74,3 м путём добавления ещё одного пролёта, что позволило расширить автодорожное полотно под путепроводом: теперь на Русаковской улице в каждую сторону действует по 3 полосы. Для местных жителей по плану была предусмотрена и реализована установка шумозащитных оконных блоков.
- Реконструкция 2023 года[6]. Смонтирован ещё один пролёт моста, для обслуживания МЦД-3. Остановки пропуска поездов во время строительства не производилось.